# Vrijthoff

Geslachtswapen (1840)

Vrijthoff is een uit Heusden afkomstig geslacht waarvan leden sinds 1840 tot de Nederlandse adel behoren en dat in 1968 uitstierf. Het betreft een familie van horlogemakers in Maastricht en Den Haag in de zeventiende en achttiende eeuw, en van Nederlandse ambtenaren in de achttiende en negentiende eeuw.

## Geschiedenis
De stamreeks begint met Jan Hermanse Vrij(t)hof(f), bij zijn huwelijk in 1643 te Maastricht aangeduid als "j.m. van Heusden"; het is onbekend of het hier het vestingstadje Heusden, Heusden bij Asten, Heusden bij Hasselt of Heusden aan de Schelde betreft. Zijn achterkleinzoon Johannes Bernardus (1722?-1793) werd hoogleraar en de vader van de in 1840 in de Nederlandse adel opgenomen Leonard Bernard Adriaan Vrijthoff (1776-1861); in 1840 werd daarbij bepaald dat na zijn overlijden in het geval hij geen mannelijke nakomelingen zou hebben, deze adeldom zou overgaan op zijn beide neven, hetgeen in 1862 werd bevestigd. Deze adellijke tak stierf uit in 1968; in 1924 was de laatste mannelijke vertegenwoordiger van deze tak, de kunstschilder jhr. Arnold Johan Theodor Vrijthoff (Maastricht 1863-Den Haag 1924) overleden.
Een andere tak van het geslacht verhuisde in de zeventiende eeuw naar Den Haag. Dit zijn mogelijk nakomelingen van de in Maastricht geboren horlogemaker Johan Vrijthoff de Jonge ofwel Jean Vrijthoff le Jeune (1651-1716), die in elk geval tussen 1671 en 1680 nawijsbaar is in Den Haag. Omstreeks 1685 is hij echter weer werkzaam in Maastricht. Zijn broers Johannes Lambertus en Johannes Hermanus bleven in Maastricht en oefenden daar hetzelfde ambacht uit. Leden van de Haagse tak waren eveneens werkzaam als horloge- en klokkenmakers. Deze tak stierf uit in de negentiende eeuw. Door het huwelijk van Maria Catharina Vrijthoff (1756-1841) met de Haagse zilversmid Johannes van der Toorn (1747-1832) leeft de naam van het geslacht voort in de familienaam Van der Toorn Vrijthoff.

#### Enkele telgen
prof. dr. Jo(h)annes Bernardus Vrijthoff/Vrythoff (1722-1793), 1e garnizoensgeneesheer te Maastricht, consulterend geneesheer van Prins Willem V, hoogleraar aan de illustere school in Maastricht, diverse malen schepen en gezworene te Maastricht, schepen van de Vroenhof en Itteren, leenman van de Leenhof van Valkenburg
- mr. Bernardus Johannes Vrijthoff (1769-1848), officier van justitie te Dordrecht
  - jhr. Jean Jacques Vrijthoff (1795-1871)

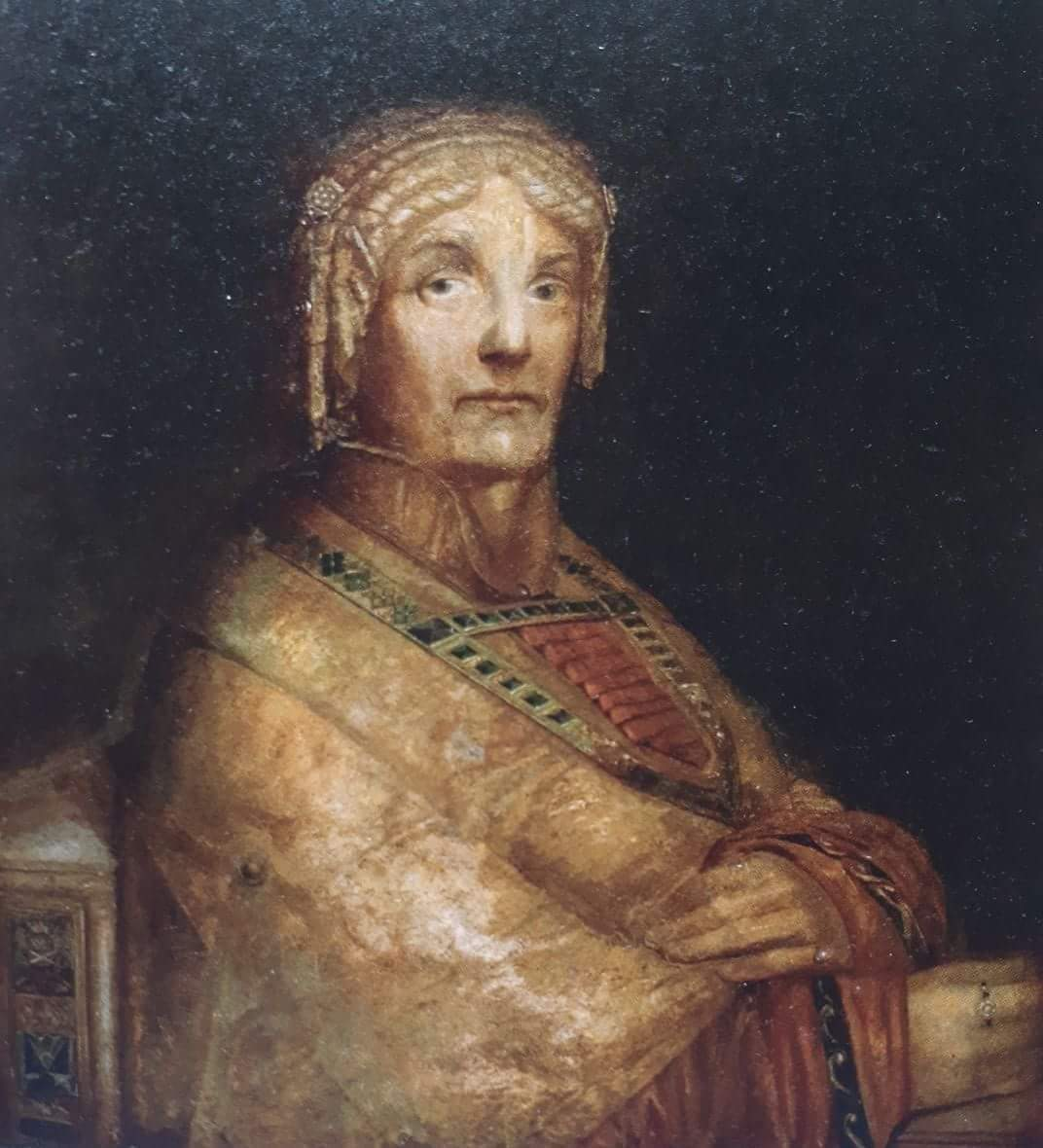
Jkvr. Sara Louise van Konijnenburg-Vrijthoff, geschilderd door haar zoon Willem van Konijnenburg, ca. 1910

- - Constantia Wilhelmina Johanna Vrijthoff (1798-1870); trouwde in 1823 met Jhr. Jacob Nicolaas Joan Jantzon van Erffrenten, heer van Babyloniënbroek, Capelle, Hoogeveen en Briels Nieuwland (1801-1884), lid raad van Dordrecht, lid provinciale staten van Zuid-Holland, dijkgraaf en heemraad, lid van de familie Jantzon van Erffrenten
  - jhr. mr. WilIem Adriaan Vrijthoff (1801-1871), raadsheer Hof van Limburg
    - jhr. Pierre François Emile Vrijthoff (1836-1890), bankier
      - jhr. Arnold Johan Theodoor Vrijthoff (1863-1924), kunstschilder, laatste mannelijke telg van de adellijke tak
        - jkvr. Anna Emilie Vrijthoff (1888-1964); trouwde in 1908 met Justus Elisa Boogaard (1888-1917), burgemeester van Sluis

    - jkvr. Sara Louise Vrijthoff (1841-1918); trouwde in 1863 met Willem van Konijnenburg (1836-1894), hoofdinspecteur directe belastingen en accijnzen en lid van de familie Van Konijnenburg
      - Willem Adriaan van Konijnenburg (1868-1943), kunstschilder

    - jhr. Constant Joan Nicolas Vrijthoff (1844-1900)
      - jkvr. Wilhelmina Emilie Constance Vrijthoff (1870-1952); trouwde in 1890 met mr. Adriaan François Cornelis Hupkens van der Elst (1864-1946), rechter
      - jkvr. Anna Margaretha Vrijthoff (1876-1968), laatste telg van het adellijke geslacht Vrijthoff

    - jkvr. Adriane Wilhelmine Emelie Vrijthoff (1846-1931); trouwde in 1868 met prof. mr. Nicolaas Karel Frederik Land (1840-1903), hoogleraar rechtsgeleerdheid
- jhr. Leonard Bernard Adriaan Vrijthoff (1776-1861), vaandrig, vocht in de veldslagen van Quatre-Bras, Ligny en Waterloo, belastingontvanger, vrederechter in het kanton Gulpen, commissaris-generaal der buitengewone hoofdinspectie der verdedigingsmiddelen tussen Lijs en Sambre 1815, commissaris van de Soevereine Vorst ter inbezitneming van de voormalige Generaliteitslanden in Limburg, hoofdinspecteur belastingen in Oost- en West-Vlaanderen[5]